# Saint-Haon-le-Vieux
 Saint-Haon-le-Vieux  es una población y comuna francesa, situada en la región de Ródano-Alpes, departamento de Loira, en el distrito de Roanne y cantón de Saint-Haon-le-Châtel.

## Demografía
| 587 | 596 | 600 | 745 | 789 | 810 |
| Para los censos de 1962 a 1999 la población legal corresponde a la población sin duplicidades (Fuente: INSEE [Consultar]) |     |     |     |     |     |